# Oh Boy - Un caffè a Berlino
Oh Boy - Un caffè a Berlino (Oh Boy) è un film del 2012 scritto e diretto da Jan Ole Gerster.

## Trama
Niko Fischer è un ventenne che attraversa un momento tutt'altro che definito della sua vita. Dopo che lascia la ragazza e abbandona l'università, per scarso interesse nei confronti di entrambe, il padre gli taglia il sostegno mensile e lo invita a farsi da solo una propria vita, guadagnandosela. Ma la "giornata no" di Niko prosegue, tra uno psicologo che gli conferma la sospensione della patente, un vicino di casa bisognoso di sfogo, una ex-compagna di scuola colma di rancori (ma capace, anche, di tanta verità "psicologica", conseguita attraverso la sofferenza, e non scevra d'una certa aggressività), la vita fallimentare di un talentuoso attore ed altri incontri, compresa una riflessione, indiretta, sul significato della morte.

## Analisi
Film girato in un ottimo bianco e nero, Niko rappresenta una generazione di giovani apparentemente senza alcuna prospettiva che non sia una (blanda) ricerca di sé, e con un solo (apparente) desiderio concreto: bersi un caffè normale.

## Riconoscimenti
- 2013 - European Film Awards
  - Miglior rivelazione a Jan Ole Gerster
  - Nomination Miglior film a Jan Ole Gerster
  - Nomination Miglior attore a Tom Schilling
- Giffoni Film Festival 2013 - 43ª edizione
  - Nomination Grifone d'Oro per il miglior film nella categoria +18 a Jan Ole Gerster
- 2014 - Sindacato belga della critica cinematografica
  - Nomination Grand Prix a Jan Ole Gerster